# Międzywodzie
Międzywodzie [mjɛnd͡zɨˈvɔd͡ʑɛ] (tiếng Đức: Heidebrink) là một ngôi làng thuộc khu hành chính của Gmina Dziwnów, thuộc quận Kamień, West Pomeranian Voivodeship, ở phía tây bắc Ba Lan. Nó nằm khoảng 4 kilômét (2 mi) về phía tây của Dziwnów,  phía tây bắc Kamie Kam Pomorski và 66 km (41 mi) phía bắc thủ đô khu vực Szczecin.
Đối với lịch sử của khu vực, xem Lịch sử của Pomerania.
Làng có dân số 681 (2014).

## Hình ảnh

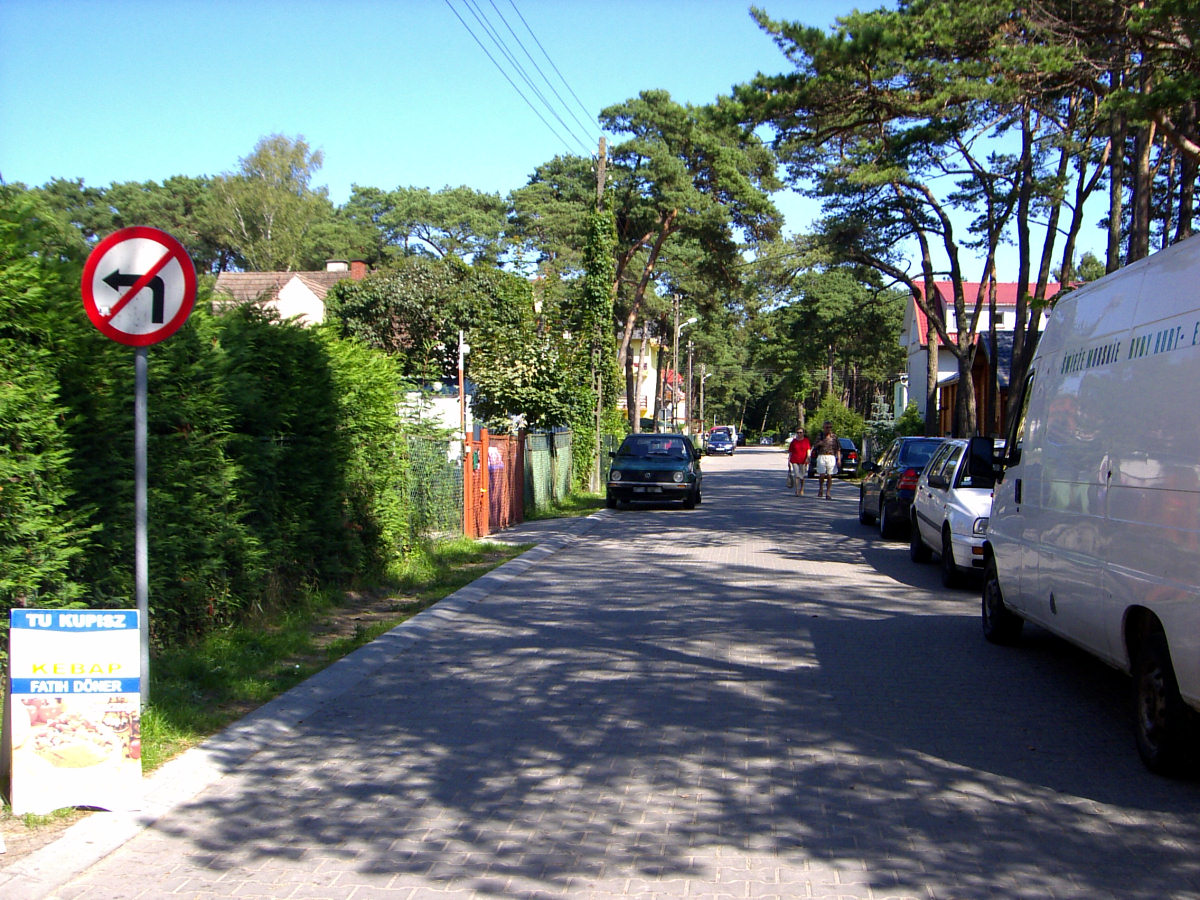
Đường Rybacka
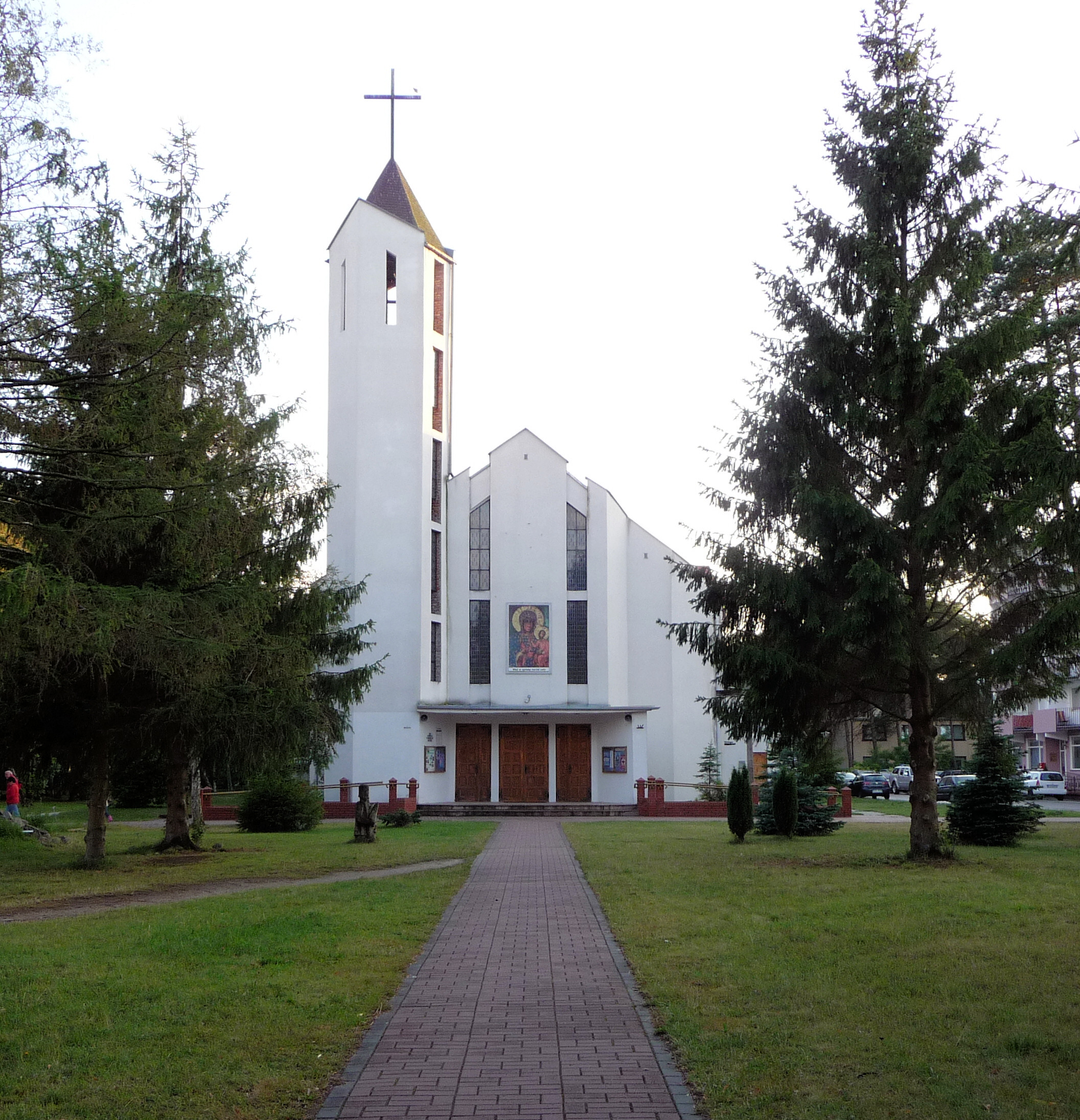
Nhà thờ Công giáo
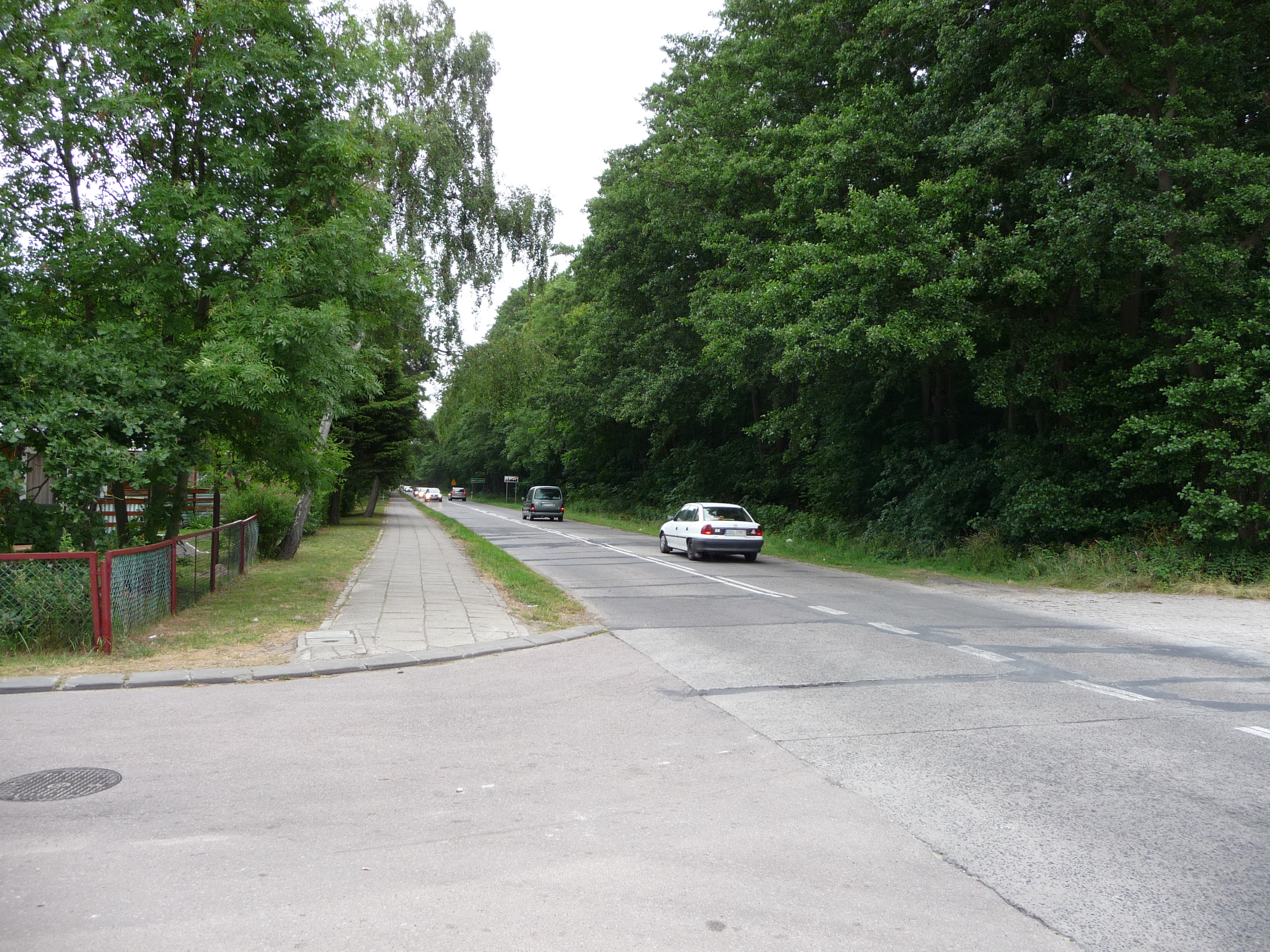
Một phần của đường Voivodeship số. 102. Giao cắt với đường Westerplatte.